# Doppel-T-Anker

Gleichstrommaschine mit Doppel-T-Anker

Doppel-T-Anker als Firmenlogo

Der Doppel-T-Anker ist eine einfache Form eines Ankers – auch  Läufer oder Rotor genannt –, der in Elektromotoren und Generatoren verwendet wird. Er besteht aus einem üblicherweise aus Blechen geschichteten, mit einer Spule umwickelten  Eisenkern in Doppel-T-Form. Die Querstriche des „T“ werden von kreissegmentförmigen Polschuhen gebildet. 

## Geschichtliches
Diese Form des Ankers wurde 1856 von Werner Siemens erfunden. Er verwendete diese Erfindung zur Erzeugung von Strom bei dem im Auftrag der Bayerischen Staatsbahn hergestellten Telegrafenapparat. Ein solcher Telegraf benötigte im Gegensatz zu seinen Vorläufern keine Batterien mehr, da der Strom durch Kurbelbewegung beim Telegrafieren selbst erzeugt wurde. Diese Erfindung kam nicht nur bei der Telegrafie zum Einsatz, sie war auch die Grundlage der 10 Jahre später von Werner von Siemens vorgestellten Dynamomaschine. Diese Maschine basierte auf dem dynamoelektrischen Prinzip, das Siemens unabhängig von Samuel Alfred Varley und Charles Wheatstone fand. Er veröffentlichte diese Entdeckung 1867 als erster.
Doppel-T-Anker wurden im von Bosch seit 1887 hergestellten Magnetzünder verwendet, der ab 1897 in Kraftfahrzeugen eingebaut wurde. Ein solcher Anker wird auch stilisiert im seit 1919 von der Firma Bosch verwendeten Logo dargestellt.

## Heutige Anwendung
Heute findet der Doppel-T-Anker hauptsächlich noch in Elektromotoren Verwendung, die zu Unterrichtszwecken konstruiert sind. Ein solcher Motor benötigt allerdings Starthilfe um anzulaufen, da nicht bei allen Stellungen des Ankers die Kräfte in die notwendige Richtung wirken; Abhilfe schafft da beispielsweise ein Dreifach-T-Anker, die nächst einfache Ankerform.